# Adeodato (hijo de Agustín de Hipona)
Adeodato (372 -391) fue hijo de Agustín de Hipona. «Adeodato» significa «regalo de Dios».

## Biografía
Nació antes de la conversión de su padre como fruto de una relación que San Agustín de Hipona mantuvo con Melania, una mujer de Cartago a la que conoció allí en su juventud, en el año 370. De hecho, Adeodato vino al mundo dos años más tarde, cuando Agustín tenía diecisiete o dieciocho años. Agustín lo llamó en algún momento «el hijo del pecado», en la amargura de su propio reproche por tratarse del fruto de un amor no matrimonial. En la explicación del propio Agustín:

«Vine a Cartago y caí en una caldera hirviente de amores pecaminosos. Aún no amaba yo, pero quería ser amado [...] Ardía en deseos de amar y buscaba un objeto para mi amor. Quería ser amado, pero odiaba la seguridad de un camino sin trampas ni celadas. [...] Dulce me era, pues, amar y ser amado; especialmente cuando podía disfrutar del cuerpo amado.»
Confesiones III, 1

Según el académico de Oxford Henry Chadwick, Agustín vivió con la madre de Adeonato durante más de trece años, siéndole enteramente fiel. El nombre de la madre de Adeodato no se transmitió en las fuentes por deseo del propio Agustín. Ella y su hijo lo acompañaron a Roma y Milán. Finalmente, la madre de Adeodato regresó a Cartago y se retiró a un monasterio, mientras que el adolescente quedó a cargo de su abuela, Mónica. Junto a Agustín y a Alipio de Tagaste, Adeodato fue bautizado en Mediolanum por el obispo de esa ciudad, Ambrosio de Milán en 387. En expresión del propio Agustín al referir su bautismo:

Con nosotros tomamos al jovencito Adeodato, nacido carnalmente de mí y de mi pecado. Tú lo habías hecho muy bien. Tenía cerca de quince años y no obstante aventajaba en ingenio a muchos varones graves y doctos. [...] En el libro que escribí por entonces bajo el título De Magistro el muchacho habla conmigo. Bien sabes tú que los sentimientos que en el libro expresa mi interlocutor eran los suyos cuando tenía dieciséis años. Otras cosas dignas de admiración vi en él, hasta el punto de que me asustaba aquel ingenio.
Confesiones IX, 6

Adeodato falleció poco tiempo después de su bautismo. Como comentó Agustín en sus Confesiones, lo hizo aparecer como uno de los protagonistas en su diálogo De Magistro (El maestro). Allí, el autor pone en labios de Adeonato:

«Si hay algo de verdadero, sólo puede enseñarlo Aquel que, cuando exteriormente hablaba, nos advirtió que él habita dentro de nosotros.»
El maestro, XIV, 46.